# Григорович, Дмитрий Васильевич
Дми́трий Васи́льевич Григоро́вич (19 (31) марта 1822, село Черемшан, Ставропольский уезд, Симбирская губерния — 22 декабря 1899 (3 января 1900), Санкт-Петербург) — русский писатель. Автор многих романов, повестей и рассказов на «крестьянскую» тему. Наиболее известен как автор повести «Антон-Горемыка» (1847).

## Биография
Родился 19 (31) марта 1822 года в селе Черемшан (Никольское) Ставропольского уезда Симбирской губернии.
Его отец-дворянин был отставным гусаром и служил управляющим имением матери писателя В. А. Соллогуба; купил имение Дулебино в Каширском уезде Тульской губернии и стал помещиком. Мать — француженка Сидония де Вармон (фамилия по первому мужу; в России Сидония Петровна). Григорович лишился отца в 1830 и вырос на руках матери и бабушки, которые дали ему французское воспитание. Будучи наполовину французом, Григорович в ранней молодости недостаточно хорошо владел русским языком, долго говорил с французским акцентом.
В 8 лет его отвезли в Москву, где он учился в Московской гимназии (1831—1833) и пробыл около 3 лет во французском пансионе «Монигетти». По окончании его в 1836 году поступил в Санкт-Петербургское инженерное училище, в котором проучился до 1840 года. В училище познакомился с Ф. М. Достоевским (был первым читателем его повести «Бедные люди»), который пробудил в нём тягу к литературе. Склонности к военной карьере Григорович не имел; ушёл из училища после дисциплинарного проступка (на улице не отдал честь великому князю Михаилу Павловичу).
В 1840 году брал уроки живописи, занимался в Академии художеств, где познакомился с Тарасом Шевченко. В том же году познакомился с издателем А. А. Плюшаром, для его сборника «Переводчик, или сто одна повесть» перевёл (с французского) повесть А. Пишо «Плавучий маяк».
Впечатления от Академии художеств, от личности и судьбы Тараса Шевченко отразились в повести «Неудавшаяся жизнь», обещанной «Современнику», но не опубликованной в нем, а напечатанной под названием «Неудачи» в «Отечественных записках», 1850, № 9 (своего рода «облегченной» и укороченной ее вариацией выступает его рассказ «Часы» в неоконченном цикле «Рассказы о житейских глупостях», «Современник», 1850, № 2).
В 1858—1859 годах Григорович по поручению морского министерства совершил путешествие вокруг Европы и описал его в ряде очерков, носящих общее заглавие «Корабль Ретвизан».
18.05.1881 в должности отставного Титулярного советника вступил во второй брак (как вдовец по первому браку) с Австрийской подданной девицей Марией Гроц.
Скончался 22 декабря 1899 (3 января 1900) (по другим сведениям — 26 декабря) в Петербурге; похоронен на Литераторских мостках.

## Первые литературные опыты

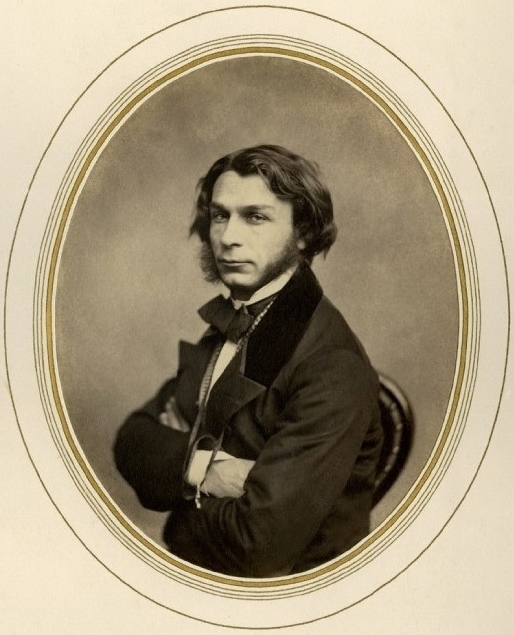
Д. В. Григорович в 1856 году

Первые литературные опыты Григоровича — рассказы «Собачка», «Театральная карета», напечатанные в «Литературных прибавлениях к „Русскому инвалиду“», были очень слабы в художественном отношении. Около 1841 года он познакомился с Некрасовым, в то время издававшим различные сборники: юмористический альманах «Первое апреля», где появилось коллективное произведение трёх авторов: Григоровича, Достоевского и Некрасова «Как опасно предаваться честолюбивым снам» и его самостоятельное произведение «Штука полотна» (1846); «Физиология Петербурга», где был напечатан физиологический очерк «Петербургские шарманщики» (1845), которым он обратил на себя внимание Белинского. Григорович также публиковал небольшие очерки в «Литературной газете» и театральные фельетоны в «Северной пчеле».
В сущности, мало и плохо зная быт крестьянства, под влиянием кружка Бекетовых, в неполные 23 года он взялся за большую работу. В конце 1846 года в «Отечественных записках» была напечатана повесть «Деревня», сразу давшая Григоровичу литературное имя, а в 1847 году в «Современнике» — повесть «Антон-Горемыка», принесшая автору всероссийскую известность. «Эта повесть трогательная, — писал Белинский, — по прочтении которой в голове читателя поневоле теснятся мысли грустные и важные». Григорович первый посвятил большую повесть ежедневному быту самого серого простонародья — не того, «лубошного», а народа во всей его неприглядности. Жизненность, с которой в «Деревне» обрисован народный быт, была так необычна для того времени, что славянофилы, любившие народ только в прославлениях его величавости, усмотрели в повести Григоровича унижение народа.
В 1848—1860 годах Григорович — постоянный сотрудник «Современника», где печатал многие свои произведения. Среди них: роман «Рыбаки» (1853), повести «Капельмейстер Сусликов» (1848), «Похождение Никитова» (1849), «Четыре времени года» (1849), «Пахарь» (1856), «Кошка и мышка» (1857), «Пахотник и бархотник» (1860), рассказы «Бобыль» (1848), «Мать и дочь» (1851), «Смедовская долина» (1852), «В ожидании парома» (1857), очерки (1857, 1860). В «Отечественных записках» в тот же период были напечатаны его романы «Проселочные дороги» (1852) и «Переселенцы» (1855).

## Разрыв с «Современником»
В начале 1860-х годов, когда в редакции «Современника» произошёл раскол между группой писателей-дворян и молодыми радикальными разночинцами, Григорович поддержал первую группу и покинул журнал.
С 1864 года Григорович надолго замолк, не найдя точек соприкосновения с современностью, и ушёл в работу по Обществу поощрения художеств, деятельным секретарем которого он оставался долгое время. За долголетние труды по обществу Григоровичу были пожалованы чин действительного статского советника и пожизненная пенсия.
В середине 1880-х годов Григорович снова взялся за перо и написал повести «Гуттаперчевый мальчик», «Акробаты благотворительности» и «Литературные воспоминания» (1893). В «Литературных воспоминаниях» попытался смягчить ставшее традиционным и, по его мнению, незаслуженно и тенденциозно негативное освещение личности А. А. Краевского, которое восходит к «Литературным воспоминаниям» И. И. Панаева и «Воспоминаниям» А. Я. Головачевой (Панаевой). Возражал против публикации ее воспоминаний.

## Адреса в Санкт-Петербурге
- 1844—1846 — квартира Ф. М. Достоевского в доходном доме К. Я. Пряничникова — Владимирская улица, 11 (Графский пер., 10). Памятник истории Федерального значения;
- 1870—1893 — дворовый флигель — Большая Морская улица, 38;
- 1893 — 22 декабря 1899 года — Мещанская улица, 28, кв. 9.

## Значение творчества

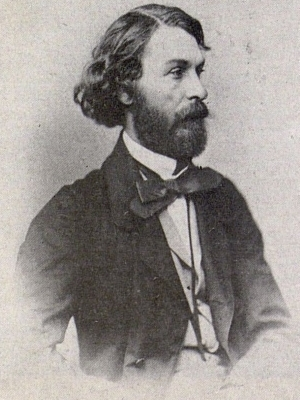
Дмитрий Григорович в конце 1850-х годов

Положение Григоровича в литературе целиком определяется его повестями «Деревня» и «Антон-Горемыка». Их горячо приветствовал Белинский, об их большом значении для своего времени говорили Салтыков, Л. Толстой и другие. В этих произведениях Григорович явился основоположником дворянского народничества в литературе. У него значительно больше подлинного мужицкого быта, чем в одновременно выходивших «Записках охотника» Тургенева и у других его предшественников и современников. Крепостной крестьянин показан у Григоровича не только со стороны своей способности к тонким человеческим чувствам, как у Тургенева, но и в своей ежедневной работе, в отношениях к кулаку, в грубой неприглядности своего быта. Сгущение мрачных красок в этих повестях Григоровича способствовало более цельному читательскому впечатлению. «Жаление» крепостного мужика, которым проникнуты повести Григоровича, носит барский характер, что не исключает его искренности.
В последующих рассказах и романах из крестьянского быта чувствуется склонность к писанию идиллий, к сентиментальному изображению крестьянских добродетелей. В «Рыбаках» Григорович даёт идеальный образ крестьянина, явно определённый классовой позицией автора: для Григоровича здравый смысл крестьянина заключается в «безусловной покорности и полном примирении с скромной долей, определенной провидением». В том же романе, как и в некоторых других своих рассказах, Григорович противопоставил крестьянскому жизненному укладу развивающийся фабричный быт. Он скорбит о разложении и деморализации, вносимых фабрикой в крестьянскую жизнь; типичный фабричный рабочий для Григоровича — совершенно отрицательное явление. Изобилие этнографического элемента в крестьянских произведениях Григоровича — народные обряды, обычаи, суеверия, песни и пр. — характерно для дворянского народничества той поры.

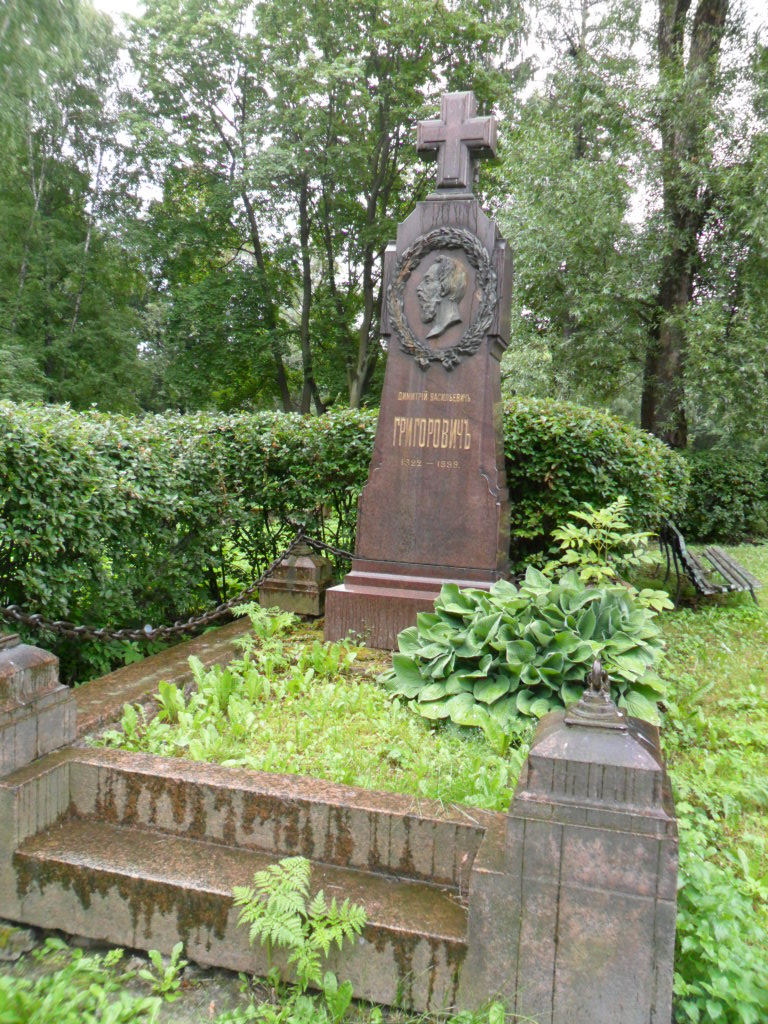
Могила Д. В. Григоровича на Литераторских мостках Волковского кладбища в Санкт-Петербурге

Уже в 1860-е годах мужицкая беллетристика Григоровича стала терять свою актуальность. Чернышевский, в более ранних статьях высоко ставивший его, позже довольно едко отзывался об «Антоне Горемыке». В своих изображениях помещиков (роман «Просёлочные дороги») Григорович был ближе к Гоголю, чем, например, к Тургеневу и другим утонченным представителям дворянской культуры, но юмор, на который Григорович претендовал, ему совершенно не удался. Описание столичной жизни у него («Похождения Накатова», «Столичные родственники» и пр.) не имеет никакой цены, мелко в смысле сатиры. В литературной манере Григоровича, с его гуманизмом, сочувственным изображением разных маленьких людей, склонностью к эффектам — много родственного Диккенсу; иногда он доходил до слишком явного подражания английскому юмористу («Просёлочные дороги»). При своей склонности к живописи Григорович отводит очень много места пейзажу — особенно из хорошо ему знакомой приокской полосы. Пейзажи Григоровича, который считался в своё время великим мастером в этой области, содержат очень много деталей, но мало связаны с действием.

## Память
В 2022 году Министерство связи России выпустило Конверт с оригинальной маркой со спецгашением (31.03.2022) — 200 лет писателю Д. В. Григоровичу.

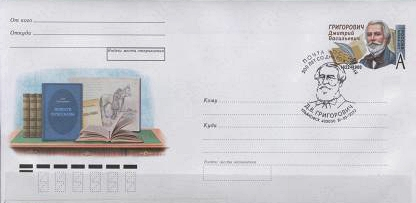